# 溜曲霉
溜曲霉（学名：Aspergillus tamarii），又叫塔馬氏麴黴，是属于散囊菌目发菌科曲霉属的一种真菌，可生长在土壤、塑料管、粪、霉腐物等基物上。该种分布于中国、巴哈马、加纳、印度、伊拉克、以色列、马来西亚、尼日利亚、巴布亚新几内亚、秘鲁、葡萄牙、坦桑尼亚、英国、美国等地。